# Paederia thouarsiana
Paederia thouarsiana là một loài thực vật có hoa trong họ Thiến thảo. Loài này được Baill. mô tả khoa học đầu tiên năm 1879.